# Nachal Manachat
Nachal Manachat (hebrejsky: נחל מנחת) je vádí v Izraeli, v Judských horách ve městěJeruzalém.
Začíná v nadmořské výšce přes 700 metrů v západní částí Jeruzaléma. Směřuje pak k jihovýchodu a posléze k jihu rychle se zahlubujícím a zčásti zalesněným údolím, které odděluje čtvrtě Kirjat ha-Jovel a Ramat Denja. Vádí míjí ze západu čtvrť Malcha, přičemž dnem údolí prochází páteřní komunikace Derech Chajim Kulic. Vádí potom vstupuje do areálu Jeruzalémské biblické ZOO a zde pak poblíž železniční stanice Gan ha-chajot ha-tanachi ústí zprava do vádí Nachal Refa'im.